# Thuringes
On désigne par ligue des Thuringes un groupe ethnique regroupant les « Germains de la mer du Nord » s'installant lors des Invasions barbares dans la région s'étendant de l'Elbe au-delà de la forêt de Thuringe au sud.
Comme la ligue reste en dehors de l'Empire romain, aucun chroniqueur latin n'en parle ; décrire leur protohistoire n'est donc possible que par les cultures archéologiques trouvées sur les terres où ils vécurent.

## Ethnogenèse
Constituée après la mort d'Attila en 453, elle prend les terres d'origine de la confédération des Alamans lorsque cette dernière migre vers le sud. La disparition de l'empire hunnique sur cette zone restitue une autorité propre aux peuples des Warnes et des Angles, qui forment une aristocratie majoritaire parmi les autres (Chauques, Jutes, Frisons et Saxons). Les premiers, dont le nom a été rapproché de celui du Werenofeld entre la Saale et l'Elster et alliés aux seconds, lesquels auraient occupé l'Engilin au sud de l'Unstrut et de la Campagne Frisonne, constituent une forme d'État régi par une coutume propre, la Lex Angliorum et Werinorum hoc est Thuringorum («Loi des Angles et des Varins c'est-à-dire des Thuringes») qui servira de base à la chancellerie caroline pour rédiger en 802 et en 803 la Lex Ribuaria et la Lex Saxonum. Le territoire de cet éphémère royaume s'étendait de l'Elbe et la Mulde à l'est jusqu'à la Hesse incluse à l'ouest, de l'Altmark inclus au nord jusqu'au Danube au sud duquel les Ostrogoths ont étendu leur gouvernement. Tant que cet État a bénéficié de l'alliance scellée avec ces derniers sous le règne de Théodoric, il a perduré comme un État tampon face aux Francs.
Inévitablement, leur terre portera leur nom de Thuringe par la suite. Compte tenu de la composition de la ligue, ces terres sont vraisemblablement celles du premier duché de Saxe.

## Témoignages
Ptolémée mentionne dans sa Géographie un peuple germanique, les Turones qui occupaient une partie de ce qui sera connu comme la Thuringe. C'est l’écrivain latin Végèce qui, le premier, évoque les Toringi dans son essai Mulomedicina, que l'on date des environs de l'an 400. On n'entend plus parler de ces Thuringes avant la fin du Ve siècle ; s'il faut en croire les dires de Sidoine Apollinaire, ils étaient depuis le début du Ve siècle inféodés aux Huns, et participèrent aux côtés d'Attila à la bataille des champs Catalauniques (451). Les Thuringes ne purent s'affranchirent qu'à la mort d’Attila et la bataille de la Nedao, en Pannonie, en 454.